# Aeroportul Westport (Noua Zeelandă)
Aeroportul Westport (Noua Zeelandă) (IATA: WSZ, ICAO: NZWS) este un aeroport din Buller District⁠(d), Te Tai-poutini⁠(d), Noua Zeelandă.
Situat la o altitudine de 4 m, aeroportul dispune de o singură pistă.